# 차등회전
차등회전(差等回轉)은 회전하는 물체의 각 속도(회전의 비율)가 부분적으로 다를 때 나타난다. 차동회전(差動回轉), 계차회전(階差回轉)이라고도 한다. 차등회전이 나타나는 물체는 강체가 아니다. 부착 원반과 같은 유동체 물체에서 나타난다.
은하들과 원시성은 종종 차등회전을 보인다. 예를 들면, 우리 태양계에 있는 태양, 목성 그리고 토성이 있다.

## 같이 보기
- 조반니 도메니코 카시니